# Třebívlice
Obec Třebívlice (v místním nářečí Třeblice; německy Trieblitz, Trziblitz, také Triblitz) se nachází na jihozápadě okresu Litoměřice v Ústeckém kraji, necelých třináct kilometrů jihozápadně od Lovosic. Žije v ní 835 obyvatel. Obec leží na rozhraní tří okresů a jsou spádovou obcí se základní a mateřskou školou, obvodním, dětským a zubním lékařem, poštou a pohostinstvím.

## Poloha
Obec leží 7 km západně od Třebenic na jihozápadě Českého středohoří, v nadmořské výšce 275 m na Kuzovském potoce. 

## Historie

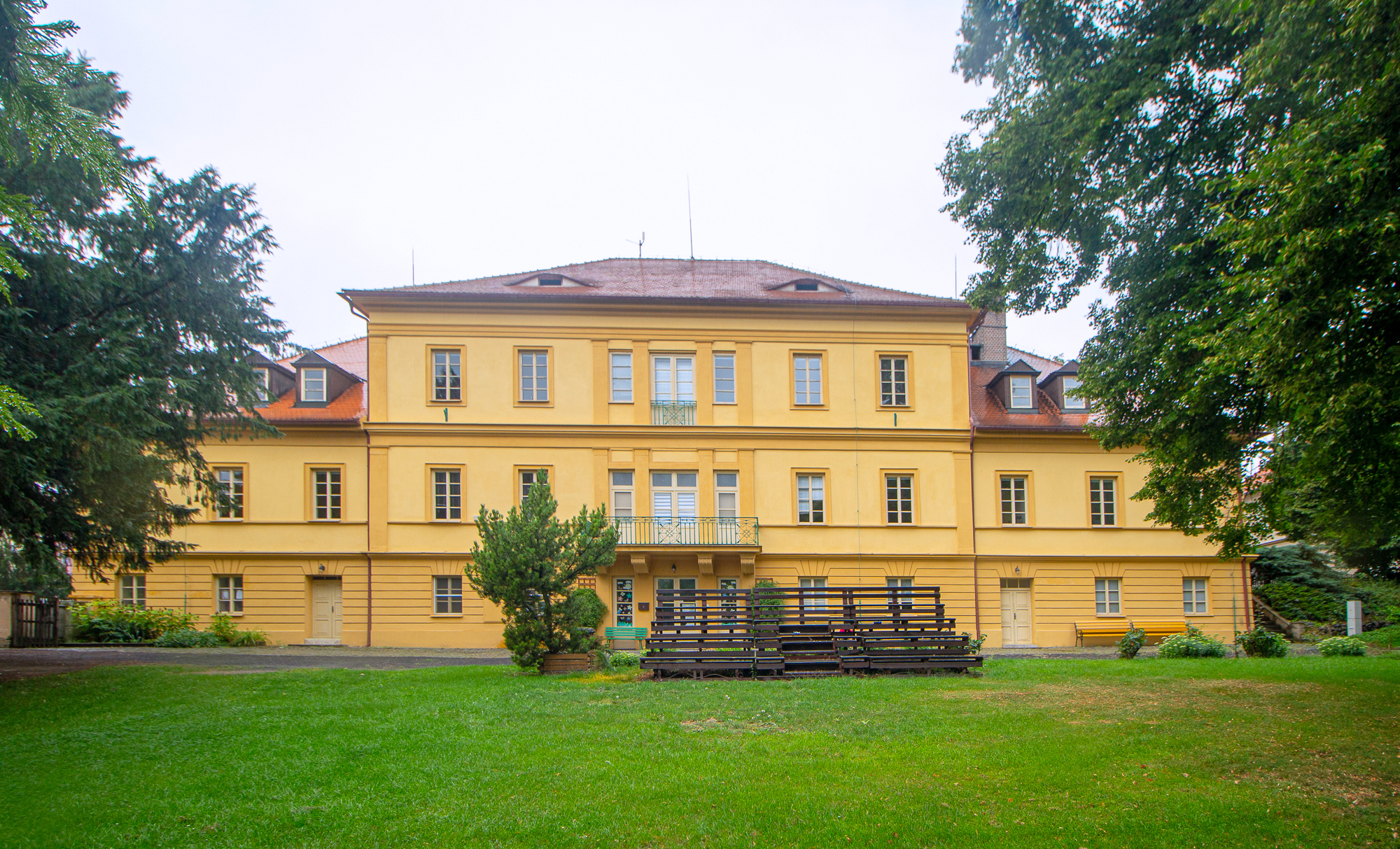
Zámek

Třebívlice byly dle archeologických nálezů trvale osídleny již na konci 11. století. První písemná zmínka o obci pochází z roku 1318.

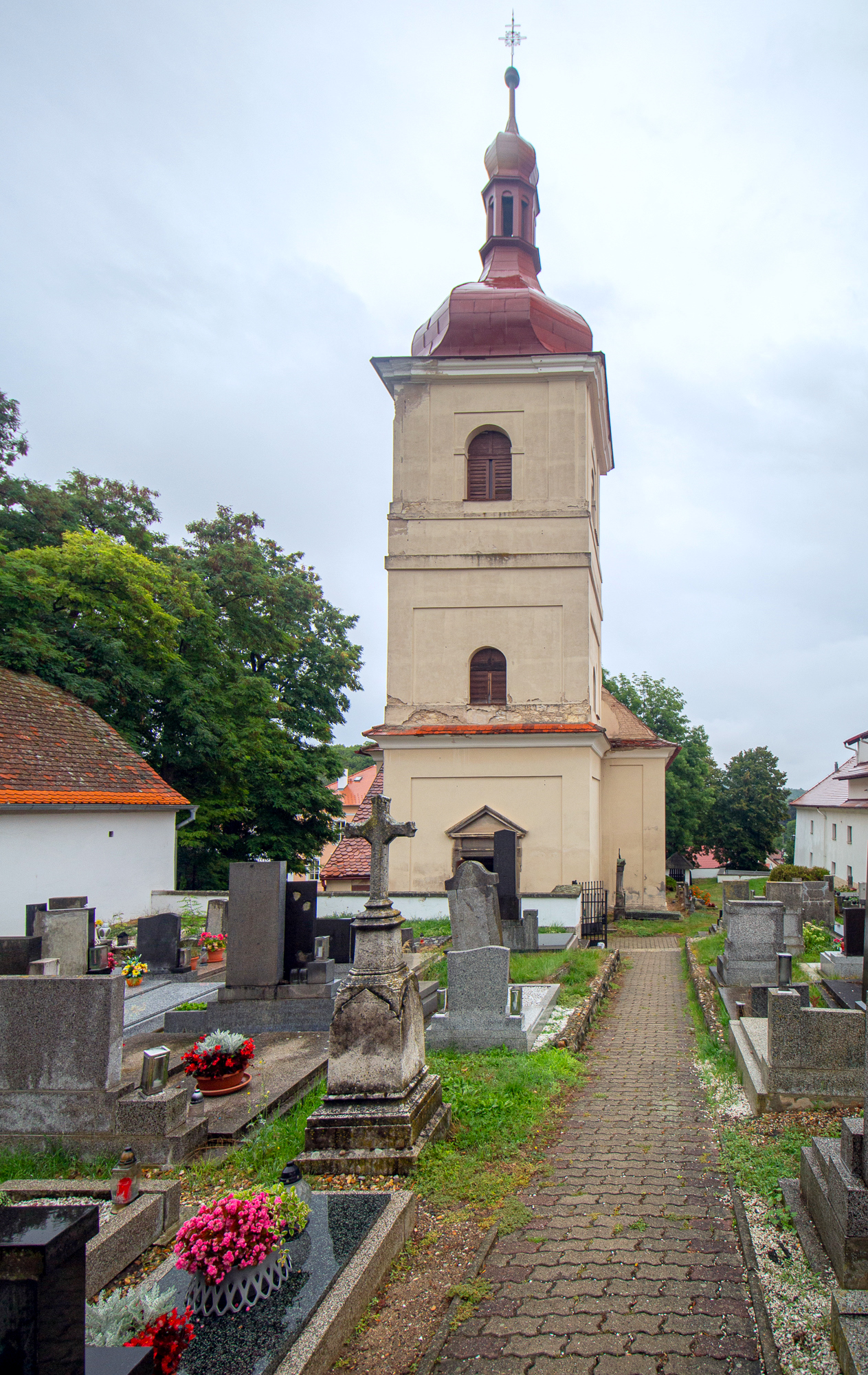
Kostel sv. Václava na třebívlickém hřbitově, kde se nachází hrobka Ulriky von Levetzow.

Od 15. století jsou zde doložena čtyři panství, horní a dolní dvůr a také horní a dolní tvrz. Usazená rodina Údrčských z Údrče z dolní tvrze v roce 1560 získala celou obec. Ta byla v roce 1586 na základě dědictví rozdělena na Dolní (Unter-Trziblitz) a Horní Třebívlice (Ober-Trziblitz). Horní Třebívlice připadly Kaplířům ze Sulevic a prostřednictvím dalších majitelů do vlastnictví rodu Lobkoviců.
Historicky významnější byla část Dolní Třebívlice. Ta se roku 1622 stala majetkem Jana Ritze z Lichtenfeldu. V roce 1651 obec získal poštmistr Ferdinand Prucher a přes jeho dceru přešel majetek na tyrolského šlechtice Oldřicha z Klebelsbergu, jehož potomci získali v roce 1732 panství Leská, Semeč a Děčany. Dolní tvrz byla za Klebelsbergů v letech 1787 až 1815 přestavěna na barokní zámek. V roce 1812 Horní Třebívlice koupila rodina Lobkoviců.
C. a k. ministr financí hrabě František Josef z Klebelsbergu nechal roku 1836 barokní zámek strhnout a nahradit jej jednoduchou klasicistní budovou. V roce 1843 se 69letý Klebelsberg oženil s vdovou Amalií von Levetzow, rozenou von Brösigke, která měla z manžeství si s dvorním maršálem Jáchymem Oldřichem z Levetzowa a jeho bratrancem Bedřichem Karlem z Levetzovwa tři dcery Ulriku, Amalii a Berthu. von Levetzow. V mládí byla Ulrika z Levetzowa považována za poslední lásku stárnoucího Goetha. Zůstala neprovdaná a po smrti svého nevlastního otce zdědila zdejší panství.
Po smrti Ulriky zdědil majetek její synovec baron Vojtěch Rauch, jenž zámek v roce 1901 prodal městu Most, které zde zřídilo dětský domov. Od roku 1920 zámek slouží jako škola.
Pošta zde byla zřízena dne 16. června 1893.
Od roku 1999 je v zámeckém zahradním domku výstava věnovaná Ulrice von Levetzow. 
V roce 2004 byla obnovena dlouhá vinařská tradice v Třebívlicích s vinařstvím Johann W.
V roce 2006 byl revitalizováno zdejší náměstí.

## Obyvatelstvo
|           | 1869 | 1880 | 1890 | 1900 | 1910 | 1921 | 1930 | 1950 | 1961 | 1970 | 1980 | 1991 | 2001 | 2011 |
| --------- | ---- | ---- | ---- | ---- | ---- | ---- | ---- | ---- | ---- | ---- | ---- | ---- | ---- | ---- |
| Obyvatelé | 594  | 577  | 605  | 577  | 587  | 553  | 614  | 521  | 512  | 530  | 532  | 487  | 467  | 529  |
| Domy      | 102  | 105  | 107  | 109  | 115  | 114  | 131  | 136  | 135  | 140  | 131  | 162  | 173  | 176  |

## Části obce
- Třebívlice
- Blešno
- Dřemčice
- Dřevce
- Leská
- Šepetely
- Skalice
- Staré

## Doprava
Dopravní spojení je zajištěno autobusy a vlaky. Pravidelná železniční osobní doprava byla na železniční trati z Lovosic do Mostu procházející Třebívlicemi obnovena v roce 2019.

## Pamětihodnosti

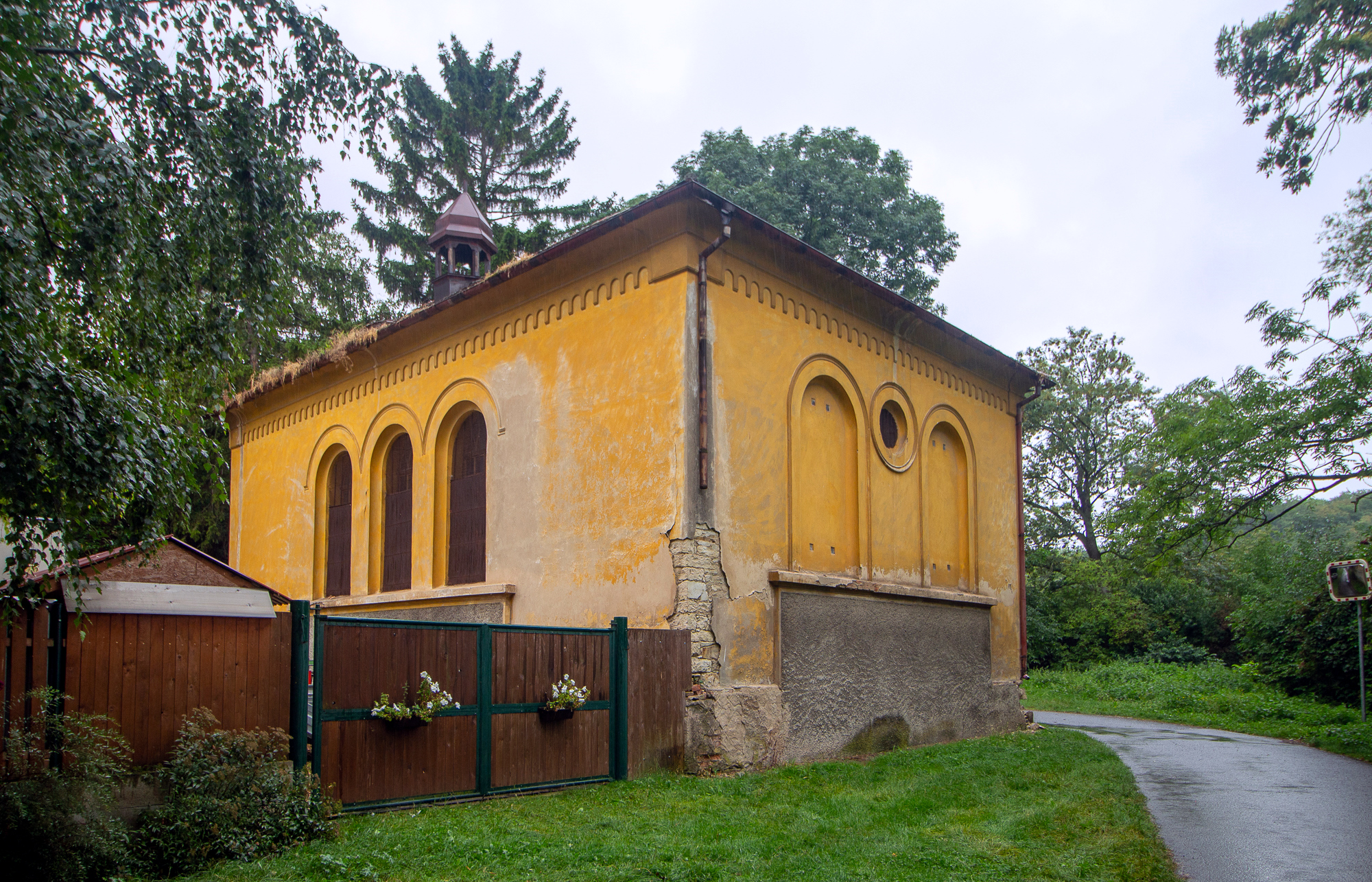
Třebívlická synagoga

- Klasicistní zámek Třebívlice, od dvacátých let 20. století využívaný jako škola[11]
- Barokní kostel svatého Václava snad ze 17. století
- Fara z roku 1778
- Výklenková kaple svatého Jana Nepomuckého z první poloviny 18. století se sochou světce na křižovatce u zámku
- Socha svatého Aloise z roku 1769
- Židovský hřbitov
- Synagoga
- Pomník padlým na náměstí[12]

## Osobnosti
- František Josef z Klebelsbergu (1774–1857), šlechtic a politik
- Ulrika von Levetzow (1804–1899), šlechtična
- Karel Gemperle (1845–1888), stavitel